# Mecubúri (distrito)

localização do distrito de Mecubúri em Moçambique

Mecubúri é um distrito da província de Nampula, em Moçambique, com sede na localidade de Mecubúri. Tem limite, a norte com o distrito de Namuno da província de Cabo Delgado, a oeste com os distritos de Lalaua e Ribaué, a sul com o distrito de Nampula, e a este com os distritos de Eráti e Muecate. 

## Demografia
Em 2007, o Censo indicou uma população de 155 624 residentes. Com uma área de 7252  km², a densidade populacional rondava os 21,46 habitantes por km².
De acordo com o Censo de 1997, o distrito tinha 118 726 habitantes, daqui resultando uma densidade populacional de 16,4 habitantes por km².

## Divisão administrativa
O distrito está dividido em quatro postos administrativos (Mecubúri, Milhana, Muite e Namina), compostos pelas seguintes localidades:
- Posto Administrativo de Mecubúri:
  - Issipe
  - Mecubúri
  - Momane
  - Nahipa-Marririmue
  - Natala-Popue
- Posto Administrativo de Milhana:
  - Milhana
  - Malite
- Posto Administrativo de Muite:
  - Muite
  - Napai
  - Ratane
- Posto Administrativo de Namina:
  - Namina